# Шатуново (Алтайский край)
Шатуново — село в Залесовском районе Алтайского края России. Административный центр Шатуновского сельсовета.

## История
В «Списке населенных мест Российской империи» 1868 года издания населённый пункт упомянут как заводская деревня Шатунова Барнаульского округа (1-го участка) Томской губернии при речке Крутихе. В деревне имелось 48 дворов и проживало 216 человек (56 мужчин и 160 женщин).

В 1899 году в деревне, относящейся к Залесовской волости Барнаульского уезда, имелось 207 дворов (205 крестьянских и 2 некрестьянских) и проживало 1037 человек (505 мужчин и 537 женщин). Функционировали общественное питейное заведение, две мануфактурных и одна мелочная лавки и общественный хлебозапасный магазин.
По состоянию на 1911 год Шатунова включала в себя 184 двора. Население на тот период составляло 653 человека.

В 1926 году в селе Шатуново имелось 378 хозяйств и проживало 1603 человека (758 мужчин и 845 женщин). Функционировали школа I ступени, кредитное товарищество и лавка общества потребителей. В административном отношении Шатуново являлось центром сельсовета Чумышского района Барнаульского округа Сибирского края.

## География
Село находится в северо-восточной части Алтайского края, на берегах реки Крутиха и на левом берегу реки Чумыш, на расстоянии примерно 12 километров (по прямой) к юго-западу от села Залесово, административного центра района. Абсолютная высота — 165 метров над уровнем моря.

Климат умеренный, континентальный. Средняя температура января составляет −19 °C, июля — +18 °C. Годовое количество атмосферных осадков — до 600 мм.

## Население
| 1997 | 1998  | 1999  | 2000  | 2001  | 2002  | 2003  |
| ---- | ----- | ----- | ----- | ----- | ----- | ----- |
| 1161 | ↘1149 | ↘1136 | ↘1128 | ↘1101 | ↘1039 | ↘1019 |
| 2004 | 2005  | 2006  | 2007  | 2008  | 2009  | 2010  |
| ↘998 | ↘968  | ↗973  | ↗1016 | ↘1006 | ↘1003 | ↘836  |
| 2011 | 2012  | 2013  |       |       |       |       |
| ↗847 | ↘842  | ↘836  |       |       |       |       |

Согласно результатам переписи 2002 года, в национальной структуре населения русские составляли 92 %.

## Известные уроженцы
- Коптелов Афанасий Лазаревич —  русский советский прозаик.

## Инфраструктура
В селе функционируют средняя общеобразовательная школа, детский сад, врачебная амбулатория (филиал КГБУЗ «Залесовская центральная районная больница»), дом культуры и отделение Почты России.

## Улицы
Уличная сеть села состоит из девяти улиц и семи переулков.